# 皮索奇涅 (索卡爾區)
50°37′43″N 24°7′57″E / 50.62861°N 24.13250°E
皮索奇涅（烏克蘭語：Пісочне），是烏克蘭西部的村莊，隸屬利維夫州的舍普季茨基區。該村面積0.62平方公里，海拔高度186米，2001年人口150，人口密度每平方公里241.94人。